# Abbaye Notre-Dame de l'Étanche
Pour les articles homonymes, voir Abbaye Notre-Dame.
Ne doit pas être confondu avec Abbaye de l'Étanche.
L'abbaye de Notre-Dame de l'Étanche est une abbaye cistercienne située à L'Étanche, commune de Rollainville, dans les Vosges.
Il ne faut pas la confondre avec :
- l'abbaye de l'Étanche, abbaye de Prémontrés située dans la Meuse ;
- Notre-Dame-d'Étang, ancien monastère des Minimes de la commune de Velars-sur-Ouche, en Côte-d'Or[2].

## Histoire

### Fondation
En 1144, au lieu-dit l’Etanche, est élevée une abbaye des Prémontrés.

### Époque moderne
L'abbaye est pillée par les mercenaires suédois en 1632, au moment de la guerre de Trente ans en Lorraine.
Le corps de logis est construit en 1743. La chapelle baroque est érigée en 1770.

### Révolution
Les religieuses furent toujours assez nombreuses à l'abbaye jusqu'à la Révolution française.
Confisquée comme bien national en 1789, l’abbaye ainsi que son mobilier est vendu aux enchères en 1792. L'abbaye et ses dépendances sont vendues à Pierre Bon, de Dommartin, pour la somme de 20 000 livres. Bientôt l'église fut entièrement détruite, le couvent servit tour à tour de papeterie, de boissellerie, de scierie et enfin de tissage. Ces différentes entreprises ne connurent pas un succès durable et se virent contraintes de fermer leurs portes.
Une petite communauté d'habitants s'était agrégée depuis fort longtemps autour du monastère. Si, en 1710 elle ne comptait que huit habitants, on en dénombrait 54 en 1830 et 72 en 1867. Une mairie avait même été construite en 1879.

### AuXXesiècle
L’édifice inscrit à l’Inventaire des Monuments Historiques depuis 1984.

### AuXXIesiècle
En 2018, il projet de restauration est mis en place.